# Castellvell del Camp
Castellvell del Camp – gmina w Hiszpanii, w prowincji Tarragona, w Katalonii, o powierzchni 5,15 km². W 2011 roku gmina liczyła 2845 mieszkańców.